# Doronicum carpaticum
Doronicum carpaticum là một loài thực vật có hoa trong họ Cúc. Loài này được (Griseb. & Schenk) Nyman mô tả khoa học đầu tiên năm 1865.